# Пророк Мойсей: Вождь-визволитель
«Пророк Мойсей: Вождь-визволитель» (англ. Moses)  — телевізійний історичний фільм 1995 року заснований на історії з Біблії. Головну ролі зіграв американський актор Бен Кінгслі  — роль Мойсея. Фільм був створений студією Five Mile River Films і показаний на американському ТВ каналі — TNT 7 квітня 1996 року як частина циклу фільмів «Біблійна колекція».

## Сюжет
Екранізація біблійної історії. Фараон Єгипту Рамзес наказав убити всіх єврейських дітей, але Мойсей, поміщений в кошик його матір'ю, був відданий в руки долі і пущений за течією Нілу. Він вижив і був вихований як брат спадкоємця престолу Єгипту, Мернептаха. Мойсея Бог закликає вести свій народ з Єгипту на землю обітовану в той час, як Мернептах займає трон після смерті свого батька.

## У ролях
| Актор               | Роль       |
| ------------------- | ---------- |
| Бен Кінгслі         | Мойсей     |
| Френк Ланджелла     | Мернептах  |
| Крістофер Лі        | Рамсес II  |
| Анна Гальєна        | Птіра      |
| Енріко Ло Версо     | Ісус Навин |
| Девід Суше          | Аарон      |
| Моріс Роевз         | Зерак      |
| Ентоні Гіггінс      | Корах      |
| Філіп Леруа         | Тунтмін    |
| Філіп Стоун         | Іофор      |
| Джеральдін Мак-Еван | Міріам     |

## Цікаві факти
- Актор Бен Кінґслі грав у схожому фільмі про Мойсея, в ролі Нуна — фільм студії 20th Century Fox — «Вихід: Боги та царі» у 2014 році.
- У цьому фільмі сер Крістофер Лі зіграв фараона Рамзеса II, який є онуком Рамзеса I. Другий раз він грав фараона — Рамзеса I — у фільмі «Створення світу». [3]
- Сер Бен Кінгслі і сер Крістофер Лі зіграли головні фігури у фільмах про незалежність Індії: Кінгслі грав головну роль у Ганді (1982) [4], а Лі зіграв головну роль у  Джинна [5].
- Сер Крістофер Лі і Френк Лангелла грали графа Дракулу в різних фільмах. Лі в Дракула (1958), Лангелла в сиквелі Дракула (1979).
- Останній фільм Філіпа Стоуна